# Giorno dell'indipendenza (Ghana)
Il Giorno dell'indipendenza del Ghana (in inglese Independence Day) è la ricorrenza nazionale del Ghana.
Si celebra il 6 marzo di ogni anno e commemora l'indipendenza del Ghana dal Regno Unito, avvenuta il 6 marzo 1957.
Il Ghana è stato il primo paese dell’Africa subsahariana a raggiungere l’indipendenza dal dominio coloniale della Gran Bretagna. 
In pratica così, dall'unione della Costa d'Oro (attuale Ghana) con il Togoland britannico nacque lo Stato del Ghana, il cui padre fondatore e primo presidente fu il politico ghanese kwame Nkrumah.
Oggi la data di nascita di Kwame Nkrumah, il 21 settembre, è celebrata in Ghana con una ricorrenza nazionale: Founder's Day , che ricorda la figura di Nkrumah non solo come padre fondatore dello Stato ghanese ma anche come un celebre sostenitore del panafricanismo e della decolonizzazione